# Liste der Kellergassen in Sieghartskirchen
Die Liste der Kellergassen in Sieghartskirchen führt die Kellergassen in der niederösterreichischen Gemeinde Sieghartskirchen an.
| Foto |                 | Kellergasse              | Standort                 | Beschreibung |
| ---- | --------------- | ------------------------ | ------------------------ | --- |
| BW   | Datei hochladen | „Am Hang“                | KG: Dietersdorf Standort | Die Kellergasse ist eine einseitige Einzelkellergasse in Hanglage. Sie besteht aus 19 Gebäuden und hat eine Länge von 200 Metern. Die älteste Datierung geht auf das Jahr 1939 zurück.                               |
| BW   | Datei hochladen | Hauptstraße              | KG: Gollarn Standort     | Die Kellergasse ist eine einseitige Einzelkellergasse an einer Geländekante. Sie besteht aus 12 Gebäuden und hat eine Länge von 150 Metern. Die älteste Datierung geht auf das Jahr 1889 zurück.                     |
| BW   | Datei hochladen | „Hintaus südlicher Teil“ | KG: Henzing Standort     | Die Kellergasse ist eine beidseitige Einzelkellergasse in Hohlweglage und an einer Geländekante. Sie besteht aus 18 Gebäuden und hat eine Länge von 200 Metern. Die älteste Datierung geht auf das Jahr 1837 zurück. |
| BW   | Datei hochladen |                          | KG: Ranzelsdorf Standort | Die Kellergasse ist eine beidseitige Einzelkellergasse in Muldenlage. Sie besteht aus 14 Gebäuden und hat eine Länge von 150 Metern.                                                                                 |

| Foto:                    | Fotografie der Kellergasse (Gesamtheit). Klicken des Fotos erzeugt eine vergrößerte Ansicht. Daneben finden sich zwei Symbole: \| Weitere Bilder vorhanden \| Das Symbol bedeutet, dass weitere Fotos des Objekts verfügbar sind. Durch Klicken des Symbols werden sie angezeigt. \| \| Eigenes Foto hochladen \| Durch Klicken des Symbols können weitere Fotos des Objekts in das Medienarchiv Wikimedia Commons hochgeladen werden. \| |
| Name:                    | Bezeichnung der Kellergasse |
| Standort:                | Es ist die Katastralgemeinde (KG) angegeben. Durch Aufruf des Links Standort wird die Lage der Kellergasse in verschiedenen Kartenprojekten angezeigt. |
| Beschreibung             | Kurze Beschreibung der Kellergasse |
| Weitere Bilder vorhanden | Das Symbol bedeutet, dass weitere Fotos des Objekts verfügbar sind. Durch Klicken des Symbols werden sie angezeigt. |
| Eigenes Foto hochladen   | Durch Klicken des Symbols können weitere Fotos des Objekts in das Medienarchiv Wikimedia Commons hochgeladen werden. |